# Regiopolis
Regiopolis je novotvorenica nastala od grčkih riječi regio, koja označava neko područje, i polis, naziva za grad koji je u političkom i upravnom smislu samostalan (grad-država). Kao takav, regiopolis označava naseljeno područje izvan metropolitanskoga područja, najčešće prigradsko naselje, koje metropolitanskom području kojemu gravitira osigurava radnu snagu i dijelom sudjeluje u njegovim gospodarskim djelatnostima. Najčešće su to pogoni teške industrije, koji su smješteni izvan širih gradskih područja.
Regiopolis predstavlja određenu vrstu hibridnog gradskog područja te se koristi u urbanoj geografiji i regionalnom planiranju. Pojam i značenje regiopolisa osmislili su njemački profesori Iris Reuther i Jürgen Aring s Kasselskoga sveučilišta 2006., uzevši Rostock kao primjer takvoga gradskoga područja. Ubrzo je pojam regiopolisa općeprihvaćen u njemačkim znanstvenim krugovima, zahvaljujući brojnim njemačkim gradovima koji su ispunjavali njegove uvjete.

## Povezano
- Metropola
- Metropolitansko područje

## Vanjske poveznice
- www.regiopole-rostock.de - Regiopolis Rostock  Arhivirana inačica izvorne stranice od 26. travnja 2014. (Wayback Machine) (njem.)